# Ґжибово (Вжесінський повіт)
Ґжибово (пол. Grzybowo) — село в Польщі, у гміні Вжесня Вжесінського повіту Великопольського воєводства.
Населення — 330 осіб (2011).
У 1975-1998 роках село належало до Познанського воєводства.

## Демографія
Демографічна структура станом на 31 березня 2011 року:
|          | Загалом | Допрацездатний вік | Працездатний вік | Постпрацездатний вік |
| -------- | ------- | ------------------ | ---------------- | -------------------- |
| Чоловіки | 168     | 42                 | 117              | 9                    |
| Жінки    | 162     | 29                 | 96               | 37                   |
| Разом    | 330     | 71                 | 213              | 46                   |